# Hidemi Jinushizono
Hidemi Jinushizono (japanisch 地主園 秀美 Jinushizono Hidemi; * 14. April 1989 in Kirishima) ist ein ehemaliger japanischer Fußballspieler.

## Karriere
Hidemi Jinushizono erlernte das Fußballspielen in der Universitätsmannschaft der Tokai-Gakuen-Universität. Seinen ersten Vertrag unterschrieb er 2011 beim FC Gifu. Der Verein aus Gifu spielte in der zweithöchsten Liga des Landes, der J2 League. Für den Verein absolvierte er 34 Ligaspiele. 2015 wechselte er nach Okazaki zum Viertligisten FC Maruyasu Okazaki. Nach 158 Ligaspielen, in denen er neun Treffer erzielte, beendete er nach der Saison 2022 seine Karriere als Fußballspieler.